# دوروتی مک‌گوایر
دوروتی مک‌گوایر (به انگلیسی: Dorothy McGuire؛ ۱۴ ژوئن ۱۹۱۶ – ۱۳ سپتامبر ۲۰۰۱) بازیگر اهل ایالات متحده آمریکا بود.
از جمله فیلم‌هایی که وی در آن‌ها نقش داشته‌است، می‌توان به قرارداد شرافتمندانه، زنان کوچک، این زمین مال من است، جاناتان مرغ دریایی، ترغیب دوستانه، درختی در بروکلین می‌روید، سه سکه در چشمه، بزرگ‌ترین داستان عالم،  خانواده سوئیسی رابینسون و پلکان مارپیچ اشاره کرد.

## مرگ
مک‌گوایر در ۱۳ سپتامبر ۲۰۰۱، در سن ۸۵ سالگی بر اثر ایست قلبی در سانتا مونیکا، کالیفرنیا درگذشت.